# Éloise
Éloise é uma comuna francesa na região administrativa de Auvérnia-Ródano-Alpes, no departamento da Alta Saboia. Estende-se por uma área de 8.95 km². Em 2010 a comuna tinha 913 habitantes (densidade: 102 hab./km²).